# Jardins do Museu de York
Os Jardins do Museu de Iorque (em inglês:  York Museum Gardens ou simplesmente Museum Gardens) são jardins botânicos no centro de Iorque, Inglaterra, junto ao rio Ouse. Eles cobrem uma área de dez acres dos fundamentos da ex-Abadia de Santa Maria, e foram criados em 1830 pela Sociedade Filosófica de Yorkshire, juntamente com o Museu de Yorkshire, neles inserido.
Os jardins são mantidos pelo Conselho da Cidade de Iorque e são gerenciados pelo York Museums Trust. Eles foram projetados no estilo paisagista por Sir John Murray Naysmith e contêm uma variedade de espécies de plantas, árvores e pássaros. A entrada é gratuita. Uma série de eventos tem lugar nos jardins, tais como performances ao ar livre, teatro e atividades festivais.
Há vários edifícios históricos nos jardins. Estes incluem:
- o Museu de Yorkshire
- o Hospitium
- edifícios associados com a Abadia de Santa Maria datada da Idade Média, incluindo as ruínas da igreja da abadia.
- o alojamento
- paredes históricas de antigas construções
- restos do Hospital St. Leonard 's - capela e cripta.
- observatórios.

A Sociedade Filosófica de Yorkshire construiu vários edifícios nos jardins durante o século 19 e início do 20, incluindo o Museu de Yorkshire e seus observatórios.
- os restos do canto oeste do castro de Eboraco, incluindo a Torre multiangular e partes das muralhas romanas
- a Torre de Anglian, que provavelmente data do final do Império Romano. Durante a Idade Média, a torre foi ampliado e as paredes romanas foram incorporadas às paredes da cidade de York.

A maioria dos outros edifícios que datam da Idade Média estão associados com a Abadia de Santa Maria, incluindo as ruínas da igreja da abadia, o Hospitium, o alojamento e a parte dos muros antigos sobreviventes. Os restos mortais do Hospital St. Leonard 's Hospital capela e cripta estão no lado leste dos jardins. No Museu de Yorkshire, a Sociedade Filosófica de Yorkshire abrigou suas quatro coleções permanentes cobrindo a biologia, astronomia, geologia e arqueologia.

## Descrição

Planta dos Jardins do Museu de York : 1. Museu de Yorkshire, 2. muralhas da cidade de York, 3 Torre de Anglian, 4. Torre Multiangular, 5. Muralha romana, 6. Hospital St. Leonards, 7. Rua do museu, 8. Alojamento, 9. banheiro, 10. Rio Ouse, 11. Hospitium, 12. Muralha da abadia, 13. Portaria, 14. Igreja de Santo Olavo, 15. Marygate, 16. jardim de críquete, 17. Abadia de Santa Maria, 18. Observatórios

Os York Museum Gardens cobrem uma área de 10 acres na margem norte do rio Ouse , fora da muralha da cidade, no centro de York. Existem quatro entradas para os jardins: em Marygate, pela Igreja St. Olave , na Rua do Museu, pela Ponte Lendal, através de um caminho ao lado da King's Manor, e a pé pelas margens do rio Ouse. O sítio desce suavemente em direção ao rio e é composto por edifícios históricos e gramados ondulantes entrelaçados com plantas e árvores. Os jardins são abertos ao público durante o dia, então os tempos de abertura e encerramento variam ao longo do ano. A entrada é gratuita, e há cerca de 500000 visitantes por ano.
Os jardins, que foram dados à Sociedade Filosófica de Yorkshire pela Família Real Britânica em 1828, ocupam parte dos fundamentos ex-Abadia de Santa Maria. A sociedade adquiriu o terreno para construir um museu para abrigar suas coleções, o Museu de Yorkshire foi concluída em 1830. A então rainha Vitória visitou os jardins, em 1835, ano em que foram abertos ao público. Em 1960, os jardins e o Museu Yorkshire foram dadas em confiança para a o Conselho da Cidade de York. Desde 2002, eles foram geridos pelo York Museums Trust, juntamente com o Castelo Museu de York e Galeria de Arte York . Os jardins são mantidos pelo Askham Bryan College of Agriculture.
O terreno foi concedido à Sociedade Filosófica de Yorkshire sob a condição de que os jardins botânicos seriam estabelecido no sítio. Estes foram criados durante a década de 1830 pelo arquiteto paisagista Sir John Murray Naysmith.  Eles originalmente continham um conservatório , um lago e um jardim zoológico , que foi destruída quando um urso escapou dele e tinha o controle breve da área. Os jardins são o lar de uma população de  esquilos cinzentos domesticados e muitas espécies de aves . Até 2006 uma família de pavões tinha estado na residência por pelo menos 70 anos.  Há aproximadamente 4.500 árvores e plantas na coleção, algumas das variedades nativas são da Inglaterra e outras são do redor do mundo. O Plantio consiste em camas grandes contendo predominantemente arbustos e árvores e relvados entrelaçadas com árvores individuais. As espécies de árvores inclui uma árvore araucária, juntamente com carvalhos e castanheiros.
Há também uma raridade geológica perto do portão principal, que consiste em uma grande pedra de granito rosa que foi descoberto durante a construção da estação ferroviária da cidade. Uma vez que este tipo de pedra não teve o local determinado acredita-se que tenha sido transportado para lá de Shap em Cumbria pela ação glacial durante a última idade do gelo.

## Atividades
Além de ser um espaço popular de lazer para moradores e visitantes, os jardins são palco para eventos especiais, como teatro ao ar livre e apresentações musicais. Em 1970, bandas como Roxy Music e Hawkwind encenado concertos, e em 2007 The Lord Chamberlain's Men apresentou uma produção de Romeu e Julieta. Durante o reavivamento no século XX dos Plays Mistério Iorque, performances foram realizadas em um palco fixo nos jardins entre as ruínas da Abadia de Santa Maria. Na década de 1950, a atriz york Dame Judi Dench atuou nas peças realizadas nos jardins, e atuou como Virgem Maria em 1957. Vários festivais em York usam os jardins como local para eventos; em 2006, entre 800 e 1000 pessoas celebraram a festa do Ano Novo Chinês com ecrãs que mostravam a dança do leão e em 2007 durante o festival Jorvik Viking houve manifestações de artesanato viquingue e a formação de batalha.

## Edifícios

### Romano

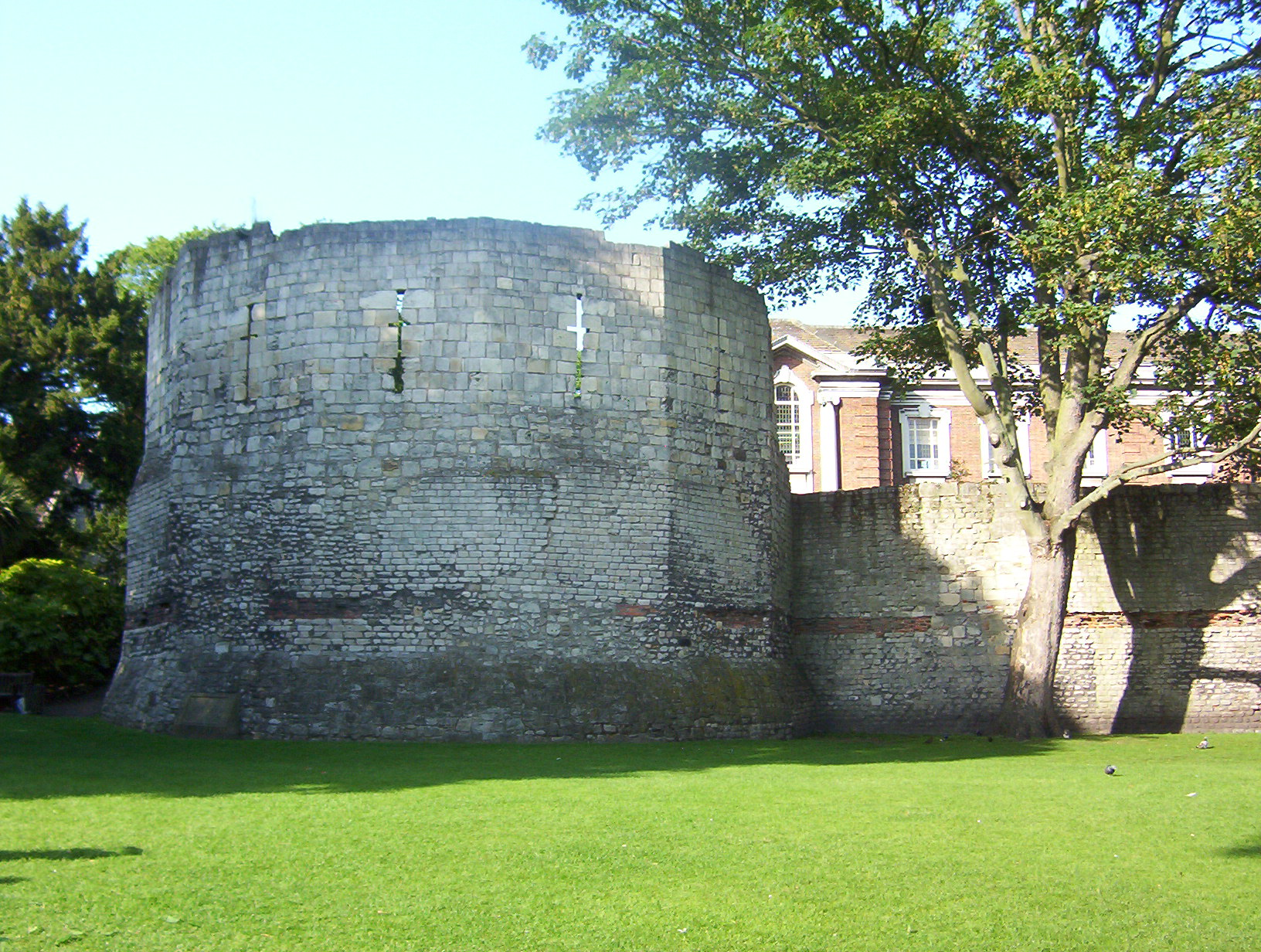
A Torre multiangular e a muralha romana

No nordeste do Museum Gardens existem restos do canto oeste das fortificações que cercavam o castro de Eboraco. As defesas originais, composta por muralhas de relva sobre uma base de madeira verde, foram construídos pela Legio IX Hispana entre 71 e 74 d.C. Posteriormente esses foram substituídos por um monte de barro com uma frente de relva sobre uma base de carvalho novo, e ameias, eventualmente, de madeira foram adicionados, que foram, então, substituído por muralhas e torres de calcário. Estas defesas de pedra são alguns dos poucos vestígios romanos, que são visível acima do solo em York.
A Torre multiangular é a torre de canto ocidental da fortaleza romana, e consiste em duas arquiteturas: romana e medieval. A torre tem 10 lados, da qual deriva seu nome moderno multiangular, e tem (5,8 m) de altura. Foi construída em sua forma final romana no início do século IV,, quando foi construída com três andares para abrigar uma catapulta. Cinco caixões de pedra romana estão na Torre multiangular, que foram trazidos de cemitérios em outras áreas de York.
Com secções de 23 m de paredes do século IV, a Torre Multiangular é ligada a outra torre. O lado do muro e as torres de frente para os Museum Gardens é cuidadosamente enfrentados em pedra, como durante o período romano que estava em exibição. O outro lado é mais áspero porque era originalmente coberto por um banco de terra. O muro e as torres ainda estavam em uso após o fim do período romano na Grã-Bretanha, e foram posteriormente incorporados às medievais muralhas da cidade . Tão tarde quanto a Guerra Civil Inglesa elas estavam sendo usados para defender a cidade, e há um buraco na parede junto da Torre multiangular que foi feito por uma bala de canhão durante este período. As peças romanas do muro e torres são construídos em blocos de calcário regulares retangular com uma banda de telha vermelha através deles. As adições mais tarde medievais podem ser identificadas pelo uso de blocos de calcário muito maior que cortam as telhas vermelhas em certos locais e pela cruz em forma de fendas na Torre multiangular.
Ao norte da Torre multiangular há um trecho da muralha da cidade medieval, com os restos da muralha romana original, paralela a ela no lado da cidade. Construído para esta parte da parede é a pedra Torre de Anglian, que se pensava ter sido construído durante o reinado de Eduíno da Nortúmbria, mas agora é geralmente pensado para ser do período romano muito tarde. Por trás da Torre de Anglian há uma série de bancos mostrando o nível das defesas durante o período romano, no início da Idade Média, e no final do período medieval.

## Medieval

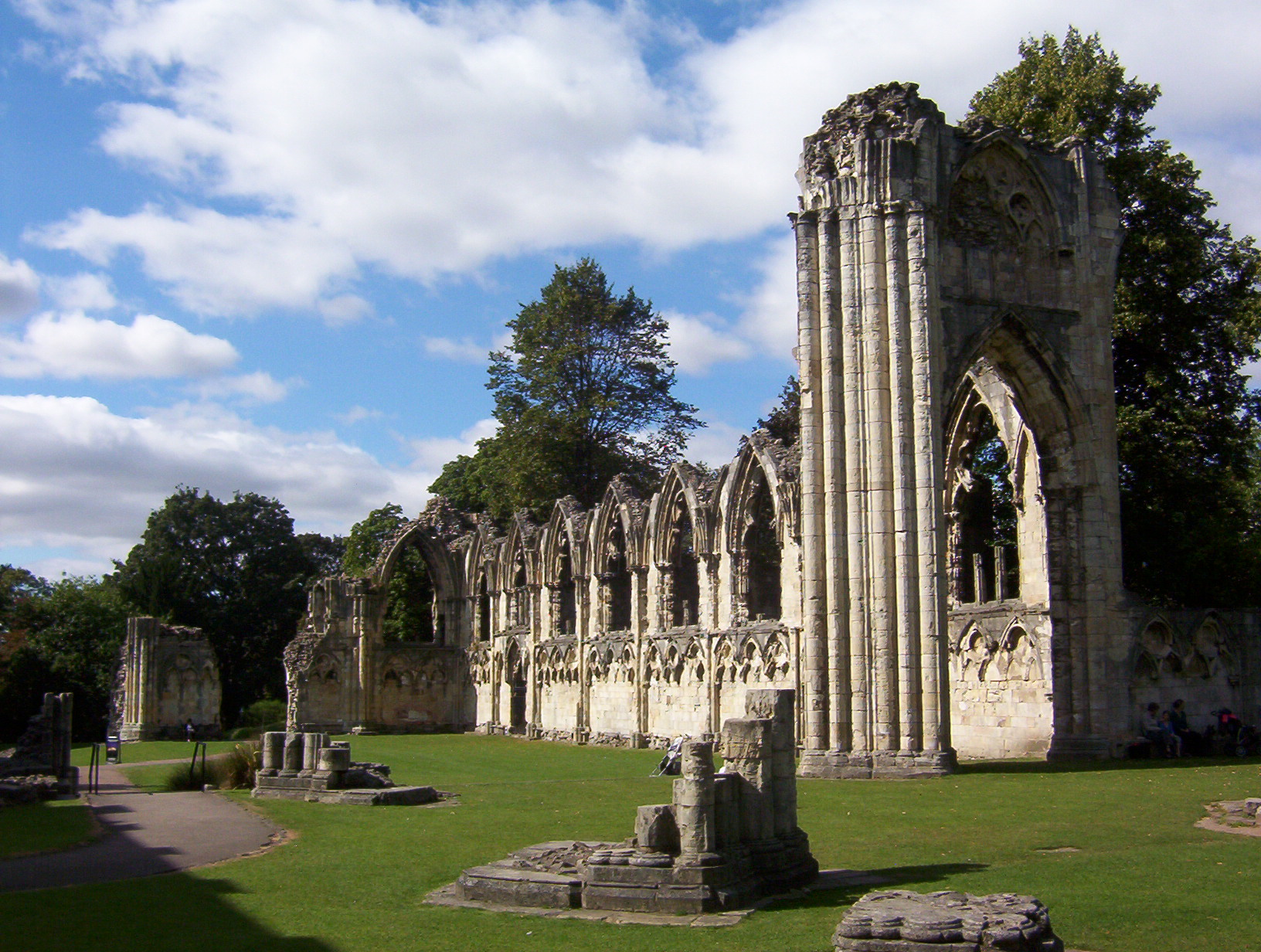
Ruínas da Abadia de Santa Maria

Os jardins possuem vários edifícios que datam do período medieval, a maioria deles relativos a Abadia de Santa Maria. A Abadia de Bento de Núrsia remontam a história de 1086, quando Alano IV, Duque da Bretanha permitido pela Igreja de Santo Olavo e  com terrenos adjacentes ao monge Stephen de Whitby, fez o primeiro abade de Santa Maria. Quando a Igreja de St. Olave se tornou muito pequeno, uma igreja maior em estilo românico foi construído nas proximidades, a pedra fundamental do que foi estabelecido em 1089 por Guilherme II de Inglaterra. Este foi substituído entre 1270 e 1279 por uma igreja em estilo gótico. A abadia se tornou o mais rico mosteiro no norte da Inglaterra, vale mais de 2085 libras por ano antes de ter sido dissolvido por Henrique VIII de Inglaterra em 25 de Novembro de 1539. Ao longo dos próximos 200 anos, a abadia caiu em desuso e na igreja da Abadia foi em grande parte desmontado para a sua pedra.